# Pelawan Jaya
Pelawan Jaya is een bestuurslaag in het regentschap Sarolangun van de provincie Jambi, Indonesië. Pelawan Jaya telt 1955 inwoners (volkstelling 2010).